# Fengshen Yanyi
Fengshen Bang, també coneguda com a Fengshen Yanyi en xinès, i traduïda com La Investidura dels Déus o La Creació dels Déus, és una de les principals novel·les vernacles xineses èpiques escrites durant la Dinastia Ming (1368–1644). Consisteix en 100 capítols, va ser per primera vegada publicada en forma de llibre al voltant de la dècada de 1550.
La història està ambientada en l'època de la decadència de la Dinastia Shang (1600 –1046 aEC) i l'inici de la Dinastia Zhou (1046 –256 aEC). S'entrellacen molts elements de la mitologia xinesa, incloent deïtats, éssers immortals i begudes espirituoses. L'autoria de Fengshen Bang és atribuïda a Xu Zhonglin.

## Adaptacions
La novel·la va tindre prou impacte en la cultura xinesa i la cultura popular japonesa. Ha sigut adaptada de diverses maneres, incloent-hi sèries de televisió, mangues i videojocs.

### Cinema
- The Story of Chinese Gods, un film animat de 1976.
- League of Gods, una pel·lícula en 3D de 2016 produïda per China Star Entertainment Group, i que compta amb l'elenc d'actors de Jacky Heung com el personatge principal Lei Zhenzi, Jet Li com a Jiang Ziya, Tony Leung Ka-fai com el Rei Zhou de Shang, Louis Koo com a Mahamayuri, Huang Xiaoming com a Erlang Shen, Angelababy com la sirena, Fan Bingbing com a Daji i Wen Zhang com a Nezha.
- Ne Zha, una pel·lícula d'animació en 3D de 2019.

### Televisió
- Gods of Honour, una sèrie de televisió de Hong Kong de 2001 produïda per TVB.
- The Legend and the Hero, una sèrie de televisió xinesa de 2007. Va ser continuada per la seqüela de 2009, The Legend and the Hero 2.

### Videojocs
- Mystic Heroes (バトル封神, Batoru Hōshin), un videojoc de 2002 de Koei basat en bona part en el llibre.
- Warriors Orochi, una sèrie de videojocs produïts per Koei. En el joc ixen 3 personatges de la novel·la – Daji (dita Da Ji en el joc), Nezha, i Jiang Ziya (dit Taigong Wang en el joc) – com a personatges jugables.

### Còmics
- The Founding of the Zhou Dynasty, el primer arc argumental del manhua de Hong Kong Legend of Emperors de Wong Yuk-long.
- Hoshin Engi, un manga japonés i una sèrie d'anime basats en la novel·la.
- Chronicles of the God's Order, un manhua de Hong Kong.